# Sok żołądkowy
Sok żołądkowy – jeden z soków trawiennych, wydzielina gruczołów trawiennych znajdujących się w błonie śluzowej żołądka. Jest to bezbarwna i przezroczysta ciecz, o kwaśnym odczynie.

## Skład
W skład soku żołądkowego wchodzą:
- kwas solny w dużym stężeniu, nadający sokowi żołądkowemu odczyn kwasowy (pH ≈ 1,5)
- podpuszczka, ścinająca białka mleka
- pepsynogen, który w niskim pH jest aktywowany do pepsyny, rozpoczynającej trawienie białek
- lipaza żołądkowa, rozpoczynająca trawienie tłuszczów
- czynnik wewnętrzny
- elektrolity (głównie jony wodorowe, chlorkowe, potasowe, sodowe i wodorowęglanowe)
- śluz, chroniący ściany żołądka przed kwasem solnym, czynnikami mechanicznymi, chemicznymi, termicznymi, biologicznymi, a także samostrawieniem, oraz działający bakteriobójczo; jego warstwa ma grubość około 1 mm.
- woda

## Fazy wydzielania
Fazy wydzielania soku żołądkowego po spożyciu pokarmu:
- głowowa, inaczej nerwowa – następuje wydzielanie soku żołądkowego pod wpływem impulsacji z nerwów błędnych. W fazie tej uczestniczą zarówno odruchy warunkowe, jak i bezwarunkowe. Polega na stymulacji wydzielania soku żołądkowego w reakcji na wyobrażenia, widok, zapach i samą czynność jedzenia (i żucia) smacznej żywności.
- żołądkowa – pokarm pojawia się w żołądku i w wyniku mechanicznego podrażnienia błony śluzowej żołądka zachodzi odruchowe i bezpośrednie oddziaływanie na komórki dokrewne G znajdujące się w błonie śluzowej żołądka. Wydzielają one do krwi gastrynę, pobudzającą do wydzielania gruczoły błony śluzowej żołądka.
- jelitowa – pod wpływem treści pokarmowej przechodzącej z żołądka do dwunastnicy na drodze nerwowej i humoralnej zachodzi zarówno pobudzanie, jak i hamowanie czynności żołądka. Wytwarzane w dwunastnicy gastryna i cholecystokinina pobudzają wydzielanie soku żołądkowego, natomiast sekretyna działa hamująco. Za pośrednictwem odruchu jelitowo-żołądkowego następuje hamowanie opróżniania żołądka i wydzielania soku żołądkowego.